# Leuctra flavicornis
Leuctra flavicornis är en bäcksländeart som först beskrevs av Pictet, F.J. 1836.  Leuctra flavicornis ingår i släktet Leuctra och familjen smalbäcksländor. Inga underarter finns listade i Catalogue of Life.